# Miss Andorre
Pour les articles homonymes, voir Miss.
 (mars 2016).
Si vous disposez d'ouvrages ou d'articles de référence ou si vous connaissez des sites web de qualité traitant du thème abordé ici, merci de compléter l'article en donnant les références utiles à sa vérifiabilité et en les liant à la section « Notes et références ».
Miss Andorre, est un concours de beauté féminine, concernant les jeunes femmes de la Principauté d'Andorre, créé en 2003.

## Les Miss Andorre
| Élection          | Nom de l'élue            | Lieu de l'élection | Date de l'élection |
| ----------------- | ------------------------ | ------------------ | ------------------ |
| Miss Andorre 2003 | María José Girol Jumenez |                    |                    |
| Miss Andorre 2004 |                          |                    |                    |
| Miss Andorre 2005 | Lourdes Fernández        |                    |                    |
| Miss Andorre 2006 | Raquel Rueda             |                    |                    |
| Miss Andorre 2007 |                          |                    |                    |
| Miss Andorre 2008 |                          |                    |                    |
| Miss Andorre 2009 |                          |                    |                    |
| Miss Andorre 2010 |                          |                    |                    |
| Miss Andorre 2011 |                          |                    |                    |
| Miss Andorre 2012 |                          |                    |                    |
| Miss Andorre 2013 |                          |                    |                    |
| Miss Andorre 2014 |                          |                    |                    |
| Miss Andorre 2015 |                          |                    |                    |
| Miss Andorre 2016 |                          |                    |                    |